# Hackås
Hackås ist eine Ortschaft (tätort) in der Gemeinde Berg im südlichen Jämtland. Der Ort liegt zwischen einem Ausläufer des Storsjön und dem See Näkten etwa 30 km südlich von Östersund und ist ein alter Eisenbahnknotenpunkt der Inlandsbahn.
Der Name ist erstmals 1391 als Hakaas belegt und setzt sich aus haka für herausragende Landpartie und ås für Höhenzug zusammen. Wahrscheinlich ist damit das Gebiet um die beiden Dörfer Hov und Fäste nördlich der Kirche gemeint, wo im Norden und Osten ein tiefes Tal dieses Gebiet abgrenzt.
Hackås liegt am Übergang zwischen zwei Teilen des Storsjös 0150 dem Sannsundet im Norden und dem Södra Storsjöflaket im Süden. Am Strand liegt Hackås ångbåtsbrygga, eine Dampfschiffbrücke mit Dampfschiffverkehr. Zusätzlich existiert eine 3 km lange Fährstrecke zwischen der Ortschaft und Funäs.

## Bildergalerie

Lage von Håckas
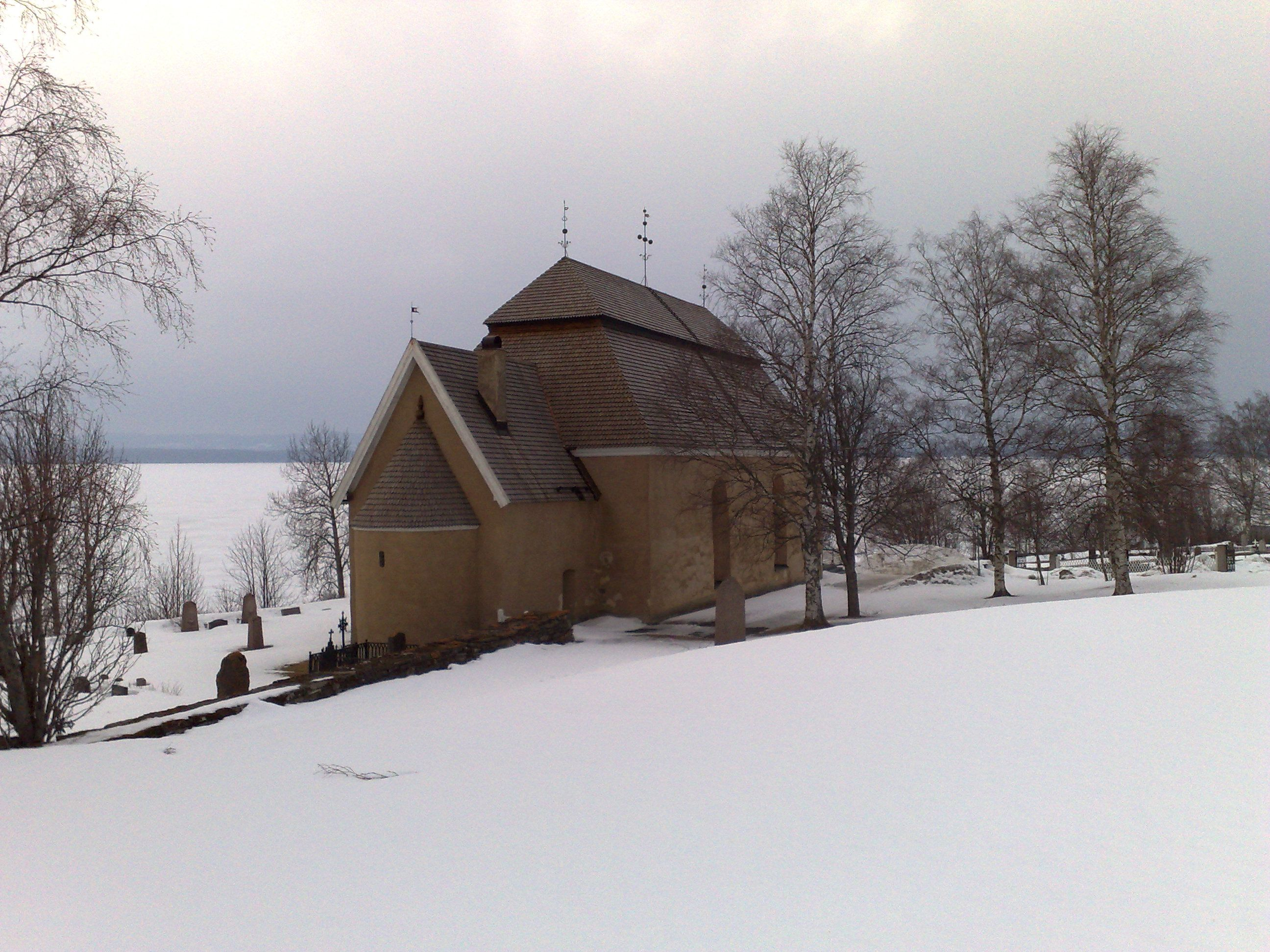
Die Kirche von Hackås
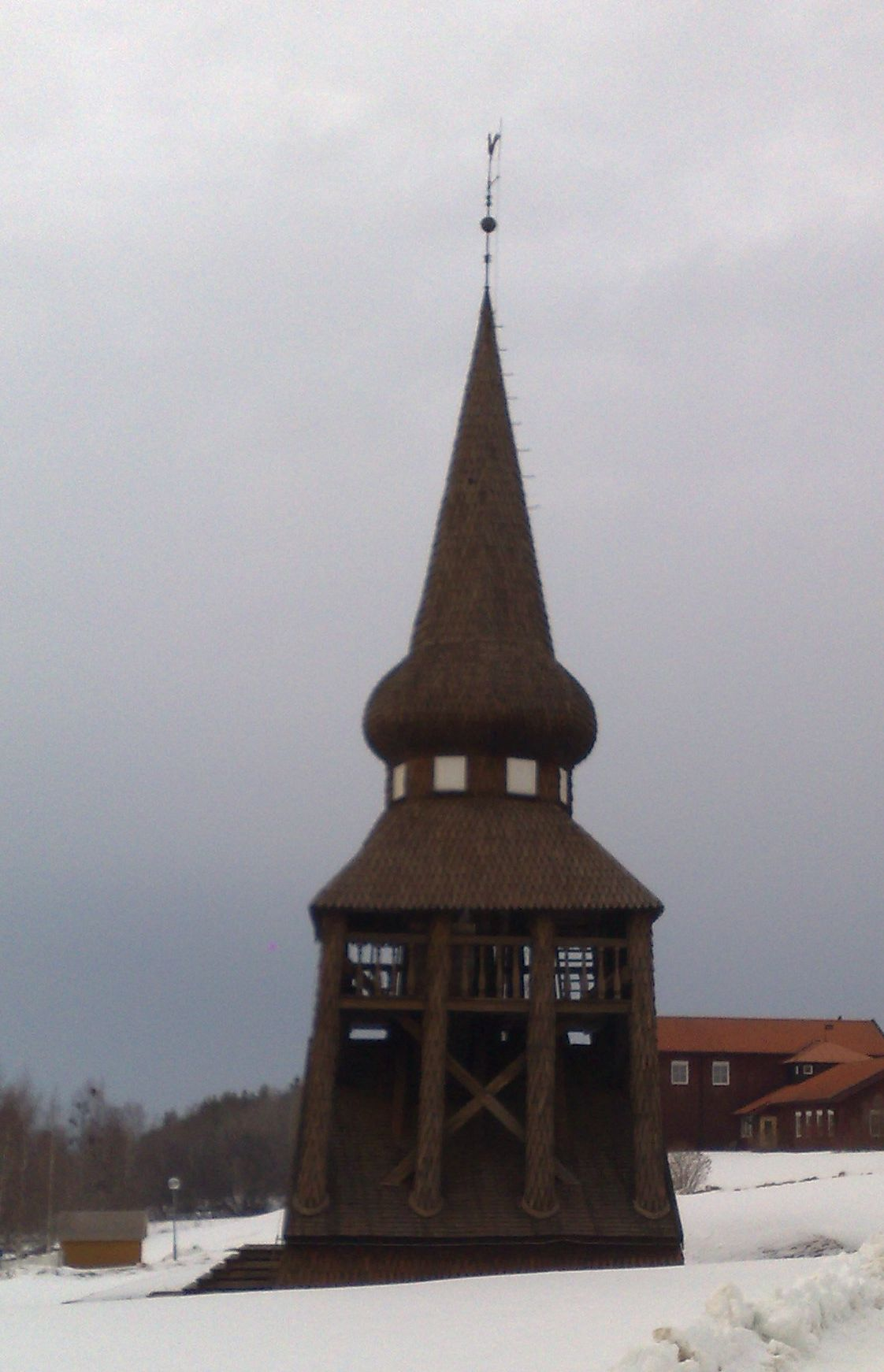
Der Glockenturm der Kirche